# Penaeoidea
Penaeoidea Rafinesque, 1815 è una superfamiglia di crostacei decapodi.

## Tassonomia
La superfamiglia Penaeoidea è composta da 8 famiglie, di cui tre estinte:

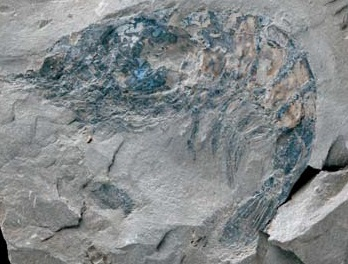
Fossile di Archeosolenocera straeleni

### Ancora esistenti
- Aristeidae Wood-Mason, 1891(10 generi, 28 specie)
- Benthesicymidae Wood-Mason, 1891 (5 generi, 43 specie)
- Penaeidae Rafinesque, 1815 (48 generi, 286 specie)
- Sicyoniidae Ortmann, 1898 (1 genere, 53 specie)
- Solenoceridae Wood-Mason, 1891 (9 generi, 86 specie)

### Estinte (fossili)
- † Aciculopodidae (1 genere, 1 specie)
- † Aegeridae (2 generi, 25 specie)
- † Carpopenaeidae (1 genere, 3 specie)